# یورما کاوکونن
یورما کاوکونن (انگلیسی: Jorma Kaukonen؛ زادهٔ ۲۳ دسامبر ۱۹۴۰) گیتارنواز بلوز، فولک و راک اهل ایالات متحده آمریکا است که از سال ۱۹۶۴ میلادی تاکنون مشغول فعالیت بوده‌است. او بیشتر با عضویت در گروه‌های جفرسن ایرپلین و هات تیونا شناخته می‌شود.